# Ahurözü, Mihalıçcık
Ahurözü là một xã thuộc huyện Mihalıçcık, tỉnh Eskişehir, Thổ Nhĩ Kỳ. Dân số thời điểm năm 2011 là 186 người.